# 滝沢昌彦
滝沢 昌彦（たきざわ まさひこ、1959年 - ）は、日本の法学者。専門は民法、研究テーマは法律行為・契約法。学位は、博士（法学）（一橋大学・論文博士・2007年）。法政大学法学部教授、一橋大学名誉教授。

## 人物・経歴
東京都大田区生まれ。1978年東京都立富士高等学校卒業。一橋大学法学部在学中の1982年に旧司法試験に合格。1983年同大学を卒業、最高裁判所司法研修所司法修習生となる。1985年一橋大学法学部助手。助手時代は好美清光に師事。同専任講師等を経て、1999年一橋大学大学院法学研究科教授。助手着任以来、一貫して契約等の法律行為を研究テーマとし、2007年には、『契約成立プロセスの研究』で一橋大学より博士（法学）の学位を取得。2015年法科大学院長。2023年一橋大学名誉教授、法政大学法学部教授。この間、日本私法学会理事、総務省自治大学校講師、消費者庁消費者教育に関する研究会委員長、法科大学院協会理事等も務めた。

## 著書
- 『契約成立プロセスの研究』有斐閣 2003年
- 『信託取引と民法法理』（道垣内弘人,大村敦志と共編著）有斐閣 2003年
- 『民法がわかる民法総則』弘文堂 2005年
- 『ケースではじめる民法』（山野目章夫,野澤正充,松尾弘,水野謙と共著）弘文堂 2005年
- 『はじめての契約法』（笠井修,鹿野菜穂子,野澤正充と共著）有斐閣 2006年
- 『ハイブリッド民法 (4) 債権各論』（武川幸嗣,花本広志,執行秀幸,岡林伸幸と共著）法律文化社 2007年
- 『民法がわかる民法総則(第2版)』弘文堂 2008年
- 『松本恒雄先生還暦記念 民事法の現代的課題』（小野秀誠,小粥太郎,角田美穂子と共編著）商事法務 2012年
- 『民法がわかる民法総則(第3版）』弘文堂 2015年
- 『民事責任の法理―円谷峻先生古稀祝賀論文集』（松尾弘,北居功,工藤祐巌,中村肇,住田英穂,本山敦,武川幸嗣と共編著）成文堂 2015年
- 『プロセス講義 民法Ⅲ担保物件』（後藤巻則,片山直也と共編著）信山社 2015年
- 『プロセス講義 民法Ⅳ債権1』（後藤巻則,片山直也と共編著）信山社 2016年
- 『プロセス講義 民法Ⅴ債権2』（後藤巻則,片山直也と共編著）信山社 2016年
- 『プロセス講義 民法Ⅵ家族』（後藤巻則,片山直也共編著）信山社 2016年